# Glioxisoma
Un glioxisoma és un tipus de peroxisoma que exclusivament existeix en les cèl·lules vegetals d'oleaginoses i en fongs filamentosos. Els classifiquem com a peroxisomes pel fet de contenir enzims oxidatius que típicament es troben en aquests, com l'enzim catalasa i els enzims encarregats de l'oxidació d'àcids grassos. Són vesícules que s'originen a partir de les membranes del reticle endoplasmàtic i contenen també els enzims que participen en les reaccions de l'anomenat cicle del glioxilat. Juntament amb els peroxisomes, conformen els orgànuls anomenats microcossos.

## Descobriment
Harry Beevers (1924-2004), nascut a Anglaterra, va ser un dels grans fisiòlegs que es dedicà a l'estudi de les plantes durant el segle xx. Durant el 1950, tot i que havia començat l'estudi sobre la respiració de les plantes, es dedicà també a analitzar la síntesi de sucres en les plantes de ricí. Inicialment el seu treball es va basar en l'anàlisi dels productes obtinguts després d'alimentar la planta de ricí, va aïllar els mitocondris i n'estudià les seves propietats metabòliques. Però, el més important va succeir el 1956, quan es trobava a la universitat d'Òxford, on Hans Krebs li proposà un treball amb Kornberg per estudiar la conversió de lípids a glúcids en les plantes, com ja havia començat el mateix Beevers. Treballant junts, van demostrar que la malat sintasa i la isocitrat liasa, els dos enzims del cicle del glioxilat, estaven presents a l'endosperma de les llavors de ricí. Finalment, Beevers, treballant amb Breidenbach, van descobrir que els enzims del cicle del glioxilat es trobaven en una fracció cel·lular que no era la mitocondrial. Van decidir anomenar glioxisomes als nous orgànuls on s'havien trobat aquells enzims, demostrant que aquests eren estrictament necessaris en els compartiments cel·lulars descoberts.

## Localització
Es troben sobretot en les cèl·lules dels teixits d'emmagatzematge de lípids de llavors, i dins la cèl·lula es localitzen al costat dels cossos lipídics, unes vesícules del reticle endoplasmàtic llis. Les plantes que contenen els glioxisomes són només aquelles capaces de convertir grasses en hidrats de carboni. Aquestes plantes, quan germinen, transformen el seu material de reserva lipídica en glúcids energètics amb l'ajuda dels enzims, i els carbohidrats són destinats a la planta jove per al seu creixement. Aquest procés és molt important perquè a partir de només reserves de lípids la planta pot assegurar-se la supervivència. La plàntula utilitzarà aquestes sucres fins que sigui suficientment madura com per poder realitzar la fotosíntesi i sintetitzar per si mateixa els glúcids.
Els glioxisomes només es troben dins les cèl·lules durant la germinació de les llavors, és a dir, durant el desenvolupament de la mateixa planta. Un cop la planta emergeix del subsòl i comença a estendre les seves fulles, tals orgànuls es transformen en peroxisomes. Quan arribi de nou un segon procés de germinació, aquests peroxisomes es convertiran un altre cop en glioxisomes, i llavors aquests tornaran a dirigir el creixement.

## Estructura i composició
Se solen diferenciar dues parts: la membrana glioxisomal i el flux glioxisomal, envoltat per la mateixa membrana. Es tracta d'una capa lipídica simple que regula la permeabilitat selectiva i el transport cap a fora i cap a dins de l'orgànul de les molècules. El flux conté una solució dels enzims que participen en el cicle del glioxilat, el qual és una variant del cicle de Krebs dels mitocondris, i que permeten sintetitzar sucres a partir de la degradació d'àcids grassos. Aquest últim procés és conegut com a neogènesi de sucres i és indispensable en llavors de germinació. Els enzims que conté són del tipus oxidasa i els dos més importants són la isocitrat liasa i la malat sintasa. Altres enzims que participen en el cicle del glioxilat són comuns en el cicle de Krebs. En el microscopi electrònic de transmissió s'observa un centre cristal·lí degut a l'acumulació dels enzims a l'interior. La mida d'aquests orgànuls és menor que la dels cloroplasts i els mitocondris, és a dir, aproximadament menor de 5μm.

## Funcions i reaccions
Els glioxisomes duen a terme diverses funcions i reaccions, entre les quals trobem les pròpies dels peroxisomes i, a més, dues altament específiques: 
- Eliminació de substàncies tòxiques (peròxid d'hidrogen)
- Degradació d'àcids grassos o β-oxidació
- Metabolitzar l'àcid glicòlic, obtingut en la fotorespiració
- Cicle del glioxilat

En els glioxisomes, la degradació d'àcids grassos es diferencia de la dels mitocondris en alguns aspectes.
Aquesta diferència consisteix que la primera reacció d'oxidació en el glioxisoma produeix aigua oxigenada o peròxid d'hidrogen (H₂O₂), ja que és catalitzada per una oxidasa flavínica i no per una deshidrogenasa com en el mitocondri. L'acetil-CoA obtingut com a producte es transforma en acil-CoA, el qual pot reaccionar amb la carnitina formant acil-carnitina. Aquest compost passarà als mitocondris on tornarà a formar acetil-CoA que entrarà llavors al cicle de Krebs.
Un producte secundari d'aquestes reaccions és el peròxid d'hidrogen o aigua oxigenada (H2O2). Aquesta es produeix perquè els diferents enzims que participen en la degradació d'àcids grassos, utilitzen l'oxigen per oxidar els diferents substrats. Aquest peròxid d'hidrogen és corrosiu i degrada les cadenes laterals de molts aminoàcids, tals com la metionina. Per eliminar aquesta substància, els glioxisomes compten amb l'enzim catalasa, que degrada el peròxid d'hidrogen en aigua i oxigen segons la reacció:
2 H₂O₂ (l) → 2 H₂O (l) + O₂ (g)
Els glioxisomes també tenen un paper molt important en la fotorespiració. Aquest procés té lloc en les fulles de les plantes verdes en presència de llum i quan la concentració d'oxigen atmosfèric és alta. Es produeix més els dies de calor intens quan la planta tanca amb més freqüència els estomes per evitar pèrdues d'aigua. La fotorespiració consisteix en la captació d'oxigen pel cloroplast i la fixació d'aquest oxigen en la ribulosa-1,5-difosfat alliberant CO₂. En aquesta reacció s'obté com a subproducte l'àcid glicòlic. Aquest últim entra als glioxisomes on és oxidat pels enzims d'aquests fins a peròxid d'hidrogen i glioxilat. Aquest últim incorpora nitrogen i forma l'aminoàcid glicina, que passa als mitocondris on es transforma en serina, amoníac i CO₂.

Glioxilat

La funció típica dels glioxisomes és la del cicle del glioxilat. Aquest cicle és la ruta metabòlica de la qual es pensa que va evolucionar el cicle de Krebs i s'utilitza per obtenir carbohidrats de forma ràpida a partir de lípids, amb la formació de glioxilat. A més, aquest cicle permet obtenir intermediaris del cicle de Krebs a partir de l'acetil CoA, obtingut en la degradació dels àcids grassos. És per això que aquest cicle conté enzims del cicle de Krebs, com la citrat-sintasa i l'aconitasa. A més, disposa de dos enzims exclusius, la isocitrat liasa i la malat sintasa.
Es diferencia del cicle de Krebs a nivell de l'isocitrat. En el cicle del glioxilat, l'isocitrat origina succinat i glioxilat. El succinat regenera l'oxalacetat, mentre que el glioxilat es condensa amb l'acetil CoA obtingut en la degradació d'àcids grassos formant malat. El malat pot condensar-se amb una altra molècula d'acetil CoA per començar el cicle. L'oxalacetat obtingut a partir del succinat passa al citosol on s'utilitzarà per sintetitzar glucosa en la gluconeogènesi. Per tant, cada volta del cicle del glioxilat consumeix dues molècules d'acetil CoA i produeix una de succinat disponible per la biosíntesi de glucosa.
2 Acetil-CoA + NAD+ + 2 H₂O → succinat + 2 CoA+ NADH+ H+
Tot aquest procés té lloc en els glioxisomes, ja que són els únics orgànuls que contenen els enzims destinats a fer aquesta funció.